# Игуманија Вера (Мићић)
Вера Мићић (Тршић код Лознице, 12. април 1941) монахиња је Српске православне цркве и игуманија Манастира Петковице код Шапца.

## Биографија
Игуманија Вера (Мићић) рођена је 12. априла 1941. године у селу Тршићу код Лознице, од побожних родитеља. Основну школу завршила је у Тршићу.
Родитељи су је благословом епископа шабачко-ваљевскога др Симеона, са тринаест година, одвели у манастир Петковица код Шапца, на Илиндан, 2. августа 1954. године, где се и замонашила на Свету Петку, 27. октобра 1965. године од стране епископа шабачко-ваљевскога господина Јована Велимировића, добивши монашко име Вера.
Мати Вера је била прва старешина манастира Илиње у Очагама код Богатића, након оснивања 1983. године до 2006. године када је одлуком епископа шабачко-ваљевскога Лаврентија Трифуновића, постављена за игуманију Манастира Петковице код Шапца.